# Chloridolum praetorium
Chloridolum praetorium là một loài bọ cánh cứng trong họ Cerambycidae.